# Ambang
Ambang és un grup de volcans situats a l'extrem occidental del braç nord de Cèlebes, Indonèsia, i que s'alcen fins als 1.795 msnm. A l'indret hi ha dos llacs, el Mo'oat, que és el més gran, i el Tondok, situats a uns 750 msnm, i encarats entre sí. El volcà posseeix diversos cràters de fins a 400 metres de diàmetre i cinc camps de fumaroles. Sols es té constància d'una erupció en temps històrics, durant la dècada de 1850.